# Cephalotes specularis
Cephalotes specularis  (лат.) — вид древесных муравьёв рода Cephalotes из подсемейства Myrmicinae (Formicidae). Неотропика.

## Распространение
Южная Америка (Бразилия, Minas Gerais).

## Описание
Мелкого размера муравьи чёрного цвета (4—6 мм; матки до 8 мм). Длина головы мелких рабочих (HL) 1,15—1,36 мм, ширина головы (HW) 1,09—1,39 мм. Длина головы крупных рабочих (HL) 1,61—1,85 мм, ширина головы (HW) 1,52—1,73 мм.  Глаза расположены в заднебоковых углах головы в конце усиковой впадины. Скапус и усики короткие. Стебелёк между грудкой и брюшком состоит из двух узловидных члеников (петиоль и постпетиоль). Грудь и стебелёк с короткими зубчиками. Брюшко блестящее. Вид демонстрирует новый вид социального паразитизма, рабочие поднимают брюшко почти вертикально вверх с выделением защитных феромонов, так же как и обитающий рядом вид Crematogaster ampla Forel (Myrmicinae: Crematogastrini), по следовым дорожкам которых они свободно передвигаются. 
Таксон Cephalotes specularis был впервые описан в 2014 году американскими мирмекологами Карлосом Роберто Ф. Брандао (Brandao, Carlos R. F.) и Родриго М. Фейтоза (Feitosa, Rodrigo M.) с соавторами. Сходен с видовой группой fiebrigi species group.